# داكار أرينا
داكار أرينا هي صالة تقع في ديامينياديو،السنغال.تم بنائها في الفترة ما بين 2016-2018 وتستضيف في الغالب مباربات كرة السلة.تستوعب الصالة حوالي 15 ألف مشجع.